# Lijst van cultureel erfgoed in Košická Nová Ves
Dit is een (onvolledige) lijst van cultureel erfgoed in Košice, in het stadsdeel Nova Ves (okres Košice III).
Deze lijst is gebaseerd op de opsomming die gepubliceerd werd op de website van het Bureau voor monumenten van de Slowaakse Republiek (PÚSR).
- Košická Nová Ves
- Košice (stad in Slowakije)

## Cultureel erfgoed
| Afbeelding | Adres & coördinaten                                       | Object                                              | Locale benaming            |
| ---------- | --------------------------------------------------------- | --------------------------------------------------- | -------------------------- |
|            | Sv. Ladislava ulica. Košická Nová Ves. Locatie._region:SK | Rooms-katholieke Sint-Ladislauskerk. ID 804-4117/0. | r.k. Kostol sv. Ladislava. |